# فوریت پزشکی کودکان
فوریت پزشکی کودکان (انگلیسی: Pediatric emergency medicine) تخصصی در پزشکی است که شامل هم پزشکی کودکان و هم فوریت‌های پزشکی می‌باشد. این شاخه از پزشکی با حوادث غیرمترقبه کودکان از قبیل بیماری یا صدمات شدید کودکان و نیازمند مراقبت‌های پزشکی فوری مربوط است.